# Joan Bustos i Lillo
Joan de Bustos i Lillo (Alacant, 11 de setembre de 1958 - 17 de març de 1995) fou un periodista valencià, llicenciat en dret per la Universitat de Salamanca. Fou corresponsal de TV3 al País Valencià del 1987 al 1995.
Nacionalista compromès, militant d'Acció Cultural del País Valencià, va coordinar l'any 1985 la campanya: Alacant, sí a la nostra llengua, que culmina en una de les manifestacions més nombroses, avui dia, a la ciutat d'Alacant. Va treballar com a redactor del diari El Temps durant dos anys (1985 -1987) i després va encapçalar la primera delegació de TV3 a València, juntament amb Miquel Segarra (càmera) i Xavier Barrera (productor).